# Герб Малої Виски
Герб Мало́ї Ви́ски — один з офіційних символів міста Мала Виска Кіровоградської області. Затверджений в 2000 році. 
Автор — Ю. П. Бровченко.

## Опис герба
|  | Щит перетятий срібною пониженою хвилястою балкою на червоне поле та синю базу, у червоному полі золоті перехрещені ятаган і меч, над ними золота дванадцятипроменева зірка. |

## Символіка герба
Золота дванадцятипроменева зірка — символ цілеспрямованості та пильності, орієнтир праведного шляху, запорука небесного покровительства, духовного та матеріального відродження, декларація гуманного суспільного вибору.
Перехрещені ятаган і меч — символ протистояння смерті, згадка про минулі події боротьби українського козацтва з татарськими та турецькими поневолювачами, яка відбувалася на цих теренах. Срібна хвиляста смуга символізує річку Малу Вись, на берегах якої було засноване поселення, яке тепер стало містом Малою Вискою.